# Hostess

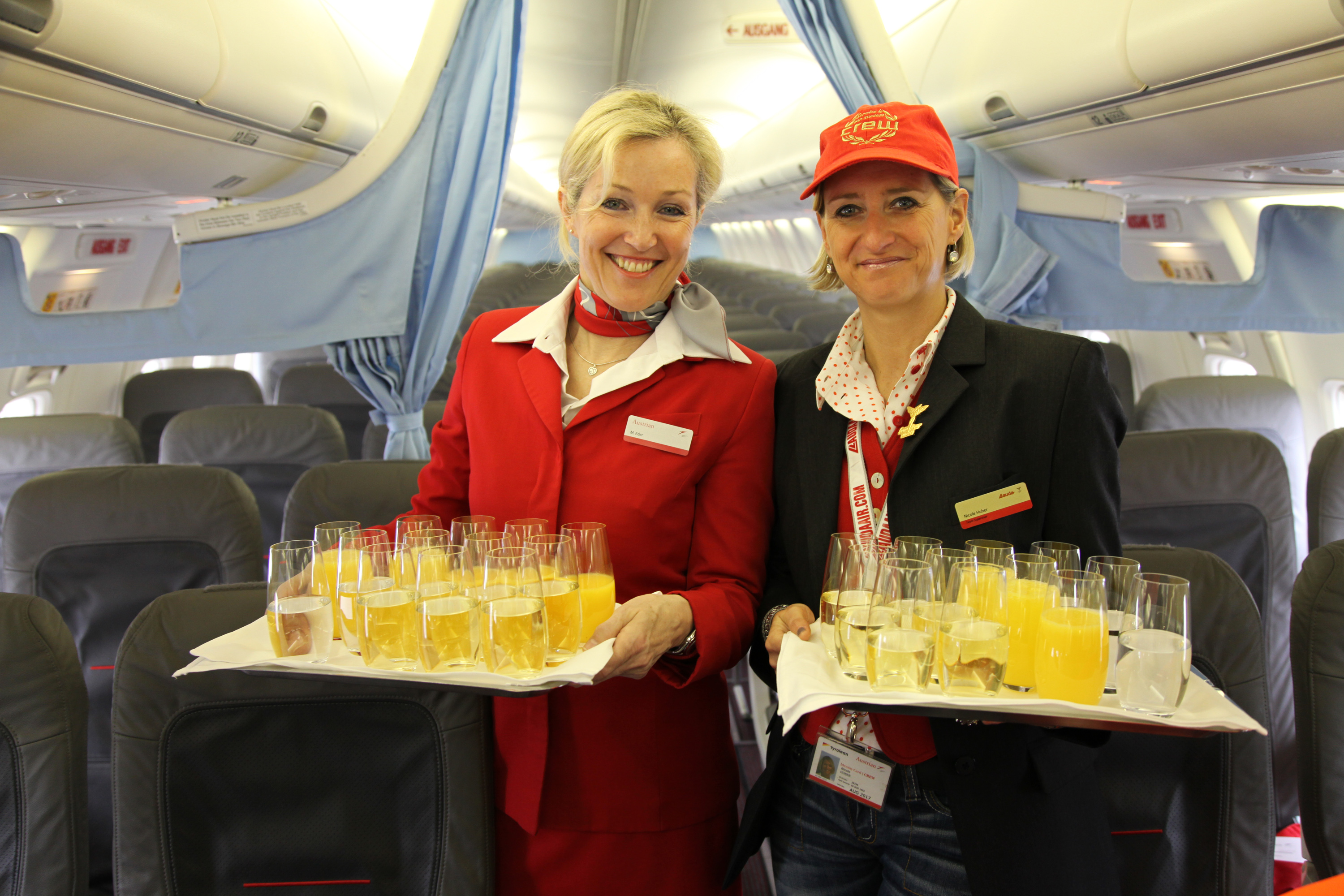
Hostessen in einer Boeing 737

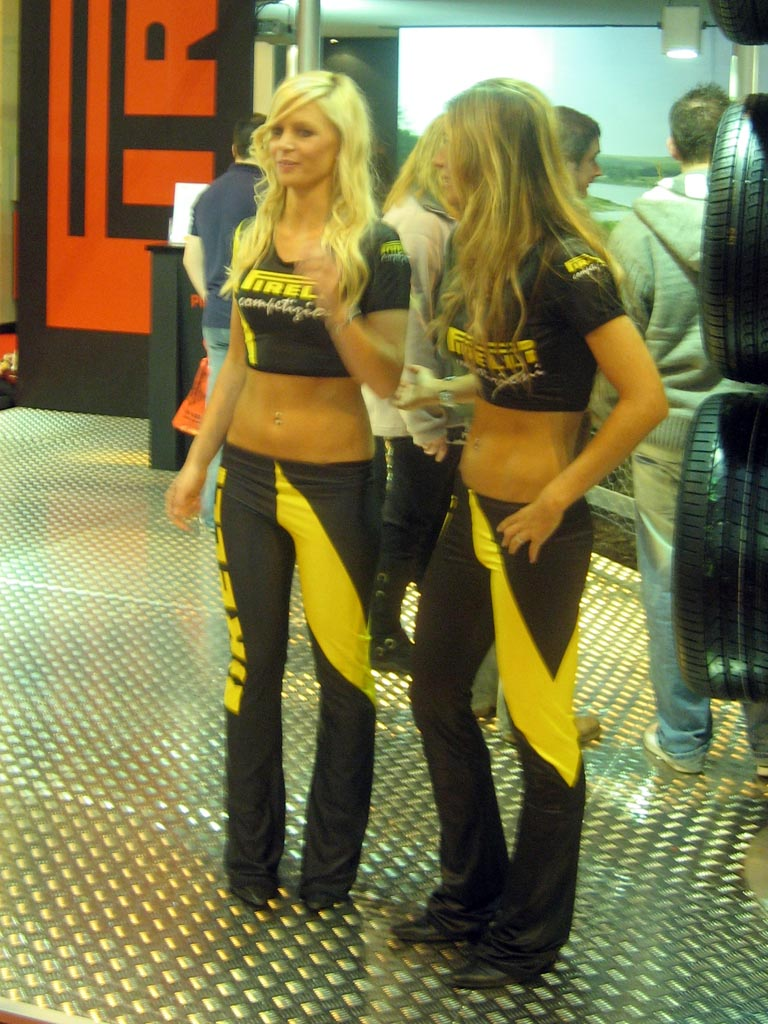
Messehostessen des Reifenherstellers Pirelli auf einer Automobilmesse

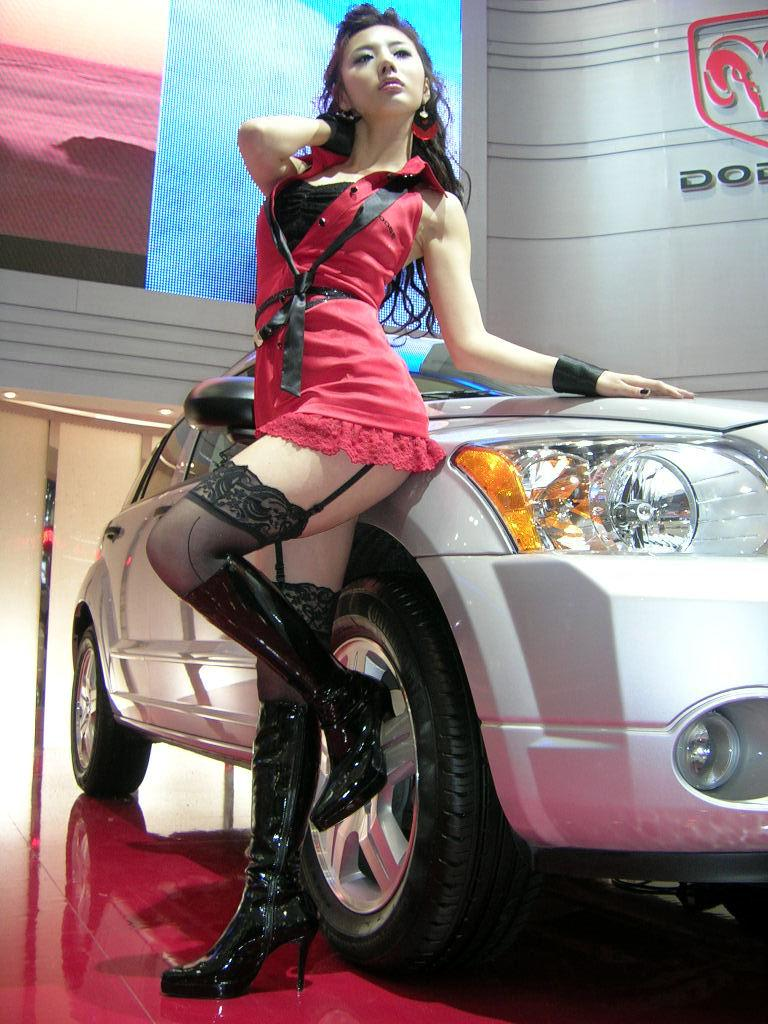
Hostess auf einer Automesse vor einem Dodge Caliber

Eine Hostess, in der männlichen Form auch: Host, ist eine zur Betreuung von Gästen bei Reise- oder Fluggesellschaften bzw. Großveranstaltungen (Kongresse, Messen, Fortbildungen, Veranstaltungen) angestellte Person. Hostessen werden zur Betreuung, Begleitung oder Beratung der Gäste, Besucher o. Ä. eingesetzt. Von ihr werden adäquate Umgangsformen, in der Regel Fremdsprachenkenntnisse und meist auch ein ansprechendes Erscheinungsbild verlangt. In Deutschland werden die meisten Hostessen bei Messen zumeist von speziellen Agenturen, die in der Regel auch in den führenden Messestädten ihren Geschäftssitz haben, vermittelt.

## Aufgaben
Zum Aufgabenbereich einer Hostess in der Reisebusbranche gehören neben dem Bordservice, das heißt z. B. das Servieren von Getränken und Speisen, ebenso das Boarding der Gäste, inkl. Sitzplatzzuweisung und oft auch das Einkassieren des Fahrpreises. Die Aufgaben einer Hostess in einem Flugzeug entsprechen jenen eines Flugbegleiters. In der Flugbranche wird dieser Beruf eher vollzeitlich, in der Busbranche eher teilzeitlich ausgeübt.

## Auftreten
Gerade bei Automessen sind die Hostessen häufig nur knapp bekleidet, um die Aufmerksamkeit der Besucher auf die jeweiligen Stände zu lenken.
Um das Zurschaustellen nackter Haut einzudämmen, sahen sich 2006 die Veranstalter der Electronic Entertainment Expo E3 in Los Angeles genötigt, eine Buße von 5000 US-Dollar gegen Aussteller zu verhängen, die nackte oder halbnackte Models an ihrem Stand hatten.

## Abgrenzung
Klar zu unterscheiden sind von Begleitagenturen (Escorts) vermittelte Begleiterinnen (z. B. Reisebegleiterinnen), die heute ebenfalls oft auch euphemistisch als Hostessen bezeichnet werden, jedoch nur genau einer Person ihre Gesellschaft und mitunter erotisch-sexuelle Dienste anbieten. Als männliche Form von Hostess hat sich hierbei zum Teil die Bezeichnung Host etabliert, ein Gentleman Host ist eine bezahlte männliche Begleitung für Damen oder Herren auf Reisen (vgl. Gigolo).

## Etymologie
Das Wort „Hostess“ geht zurück auf lateinisch hospes („Gastgeber“, „Gast“), das sich über vulgärlateinisch (h)ospete und altfranzösisch (h)ostes mit weiblicher Form (h)ostesse zu Neufranzösisch hôte, hôtesse entwickelte. Es wurde bereits im Mittelalter aus dem Altfranzösischen ins Mittelenglische übernommen und aus dem Neuenglischen hostess („Gastgeberin“) dann seit Mitte des 20. Jahrhunderts im Deutschen eingebürgert. Obwohl aus dem Englischen entlehnt, wird es im Deutschen wie das französische Wort auf der zweiten statt ersten Silbe betont und häufig auch mit französischem Suffix -esse als „Hostesse“ geschrieben.

## Bekannte Hostessen
- Silvia Sommerlath, heute Königin von Schweden, machte bei den Olympischen Sommerspielen 1972 in München als Hostess die Bekanntschaft ihres späteren Mannes, Carl XVI. Gustaf von Schweden.